# Bhattiyali jezik
Bhattiyali jezik (bhateali, bhatiali pahari, bhatiyali; ISO 639-3: bht), indoarijski jezik kojim govori 102 000 ljudi (1991 popis) u indijskoj državi Himachal Pradesh, distrikt Chamba.
Jedan je od 17 jezika zapadnopaharske podskupine sjevernih indoarijskih jezika

## Vanjske poveznice
- Ethnologue (14th)
- Ethnologue (15th)